# Ceftriaxone
La ceftriaxone est un antibiotique bactéricide de synthèse de la classe des céphalosporines de troisième génération, appartenant à la famille des bêta-lactamines. Son large spectre lui confère une activité sur des bactéries à gram positif et à gram négatif. Son efficacité est très proche de celle de la céfotaxime. Elle est initialement commercialisée sous le nom de Rocéphine avant de l'être sous des formes génériques. Elle fait partie de la liste des médicaments essentiels de l'Organisation mondiale de la santé (liste mise à jour en septembre 2019).

## Cas d'utilisation

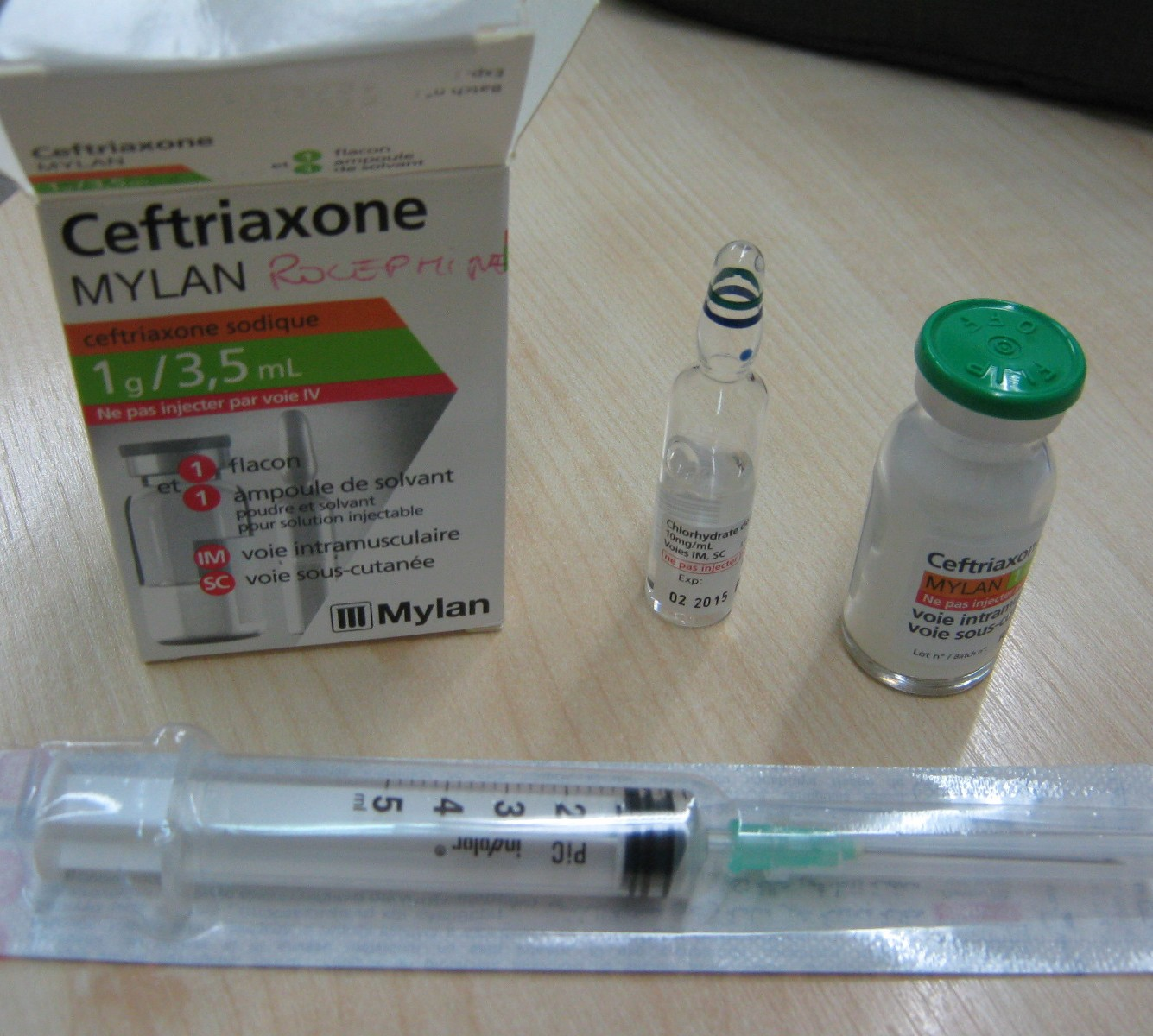
Ceftriaxone (sous forme générique) pour injection intramusculaire.

En l'absence de contre-indication, les infections graves à germes sensibles sont ses indications préférentielles (seule ou en association) : pneumonies communautaires, méningites bactériennes, pyélonéphrites, maladie de Lyme, sepsis, endocardites, infections au cours de résections endoscopiques de la prostate, infections de la peau et des tissus mous, infections digestives et /ou biliaires, infections ostéoarticulaires, infections otorhinolaryngologiques, infections stomatologiques, infections urinaires et urogénitales, otites moyennes aiguës, prostatites, pyélonéphrites.

## Mécanisme d'action
La ceftriaxone agit sur les bactéries en inhibant la synthèse de la paroi cellulaire après s'être fixée aux protéines de liaison de la pénicilline. Cette inhibition conduit à la mort de la cellule bactérienne.

## Souches sensibles et résistantes
Les espèces naturellement sensibles à la ceftriaxone sont, hors cas de résistance acquise :
Parmi les espèces aérobies gram positif :
- Staphylococcus aureus, y compris SARM
- Le genre Streptococcus, y compris Streptococcus pneumoniae

Parmi les espèces aérobies gram négatif : 
- Borrelia burgdorferi
- Moraxella catarrhalis
- Citrobacter freundii
- Citrobacter koseri
- Les bactéries du genre Enterobacter
- Escherichia coli
- Haemophilus influenzae
- Les bactéries du genre Klebsiella
- Morganella morganii
- Les bactéries du genre Neisseria, y compris Neisseria meningitidis et Neisseria gonorrhoeae
- Pasteurella multocida
- Proteus mirabilis
- Proteus vulgaris
- Les bactéries du genre Providencia
- Les bactéries du genre Salmonella
- Les bactéries du genre Serratia
- Les bactéries du genre Shigella
- Les bactéries du genre Yersinia

Parmi les espèces anaérobies :
- Clostridium perfringens
- Les bactéries du genre Fusobacterium
- Les bactéries du genre Peptostreptococcus
- Les bactéries du genre Prevotella[4]

## Moyen d'administration
La ceftriaxone est administrée par voie intraveineuse ou en intramusculaire, la voie sous-cutanée n'a pas été validée.